# Flugunfall einer Handley Page Herald der Alia bei Damaskus
Der Flugunfall einer Handley Page Herald der Alia bei Damaskus ereignete sich am 10. April 1965, als eine Handley Page HPR-7 Dart Herald 207 der Alia Royal Jordanian Airlines (JY-ACQ), mit der ein internationaler Charterflug von Beirut nach Amman durchgeführt wurde, im Flug auseinanderbrach und 20 Kilometer westnordwestlich von Damaskus zu Boden stürzte. Bei dem Unfall kamen alle 54 an Bord befindlichen Personen ums Leben. 
Es war der erste Zwischenfall der Alia mit einem Flugzeugverlust und Todesopfern, zudem handelt es sich mit Abstand um den schwersten Zwischenfall einer Handley Page Herald. Bis zum Flugunfall einer Iljuschin Il-62 auf dem ČSA-Flug 540 im Jahr 1975 mit 126 Toten war es zudem der opferreichste Flugunfall in Syrien.

## Maschine
Bei der betroffenen Maschine handelte es sich um eine 1963 gebaute Handley Page HPR-7 Dart Herald 207 mit der Seriennummer 170, die ursprünglich für die jordanischen Luftstreitkräfte gebaut worden war, bei denen sie mit dem Luftfahrzeugkennzeichen 110 in Betrieb genommen wurde. Die Maschine wurde später an die Alia Royal Jordanian Airlines übergeben und bei diesen mit dem Luftfahrzeugkennzeichen JY-ACQ zugelassen. Das zweimotorige Kurzstrecken-Passagierflugzeug war mit zwei Turboproptriebwerken des Typs Rolls-Royce Dart ausgestattet.

## Passagiere und Besatzung
Den Flug von Beirut nach Amman hatten 50 Passagiere angetreten. Es befand sich eine vierköpfige Besatzung an Bord, bestehend aus einem Flugkapitän, einem Ersten Offizier und zwei Flugbegleitern. Der Flugkapitän verfügte über 2.021 Stunden Flugerfahrung, von denen er 1.161 Stunden in der Handley Page Herald absolviert hatte. Der Erste Offizier, welcher auf dem Flug der Pilot flying war, verfügte über 1.053 Stunden Flugerfahrung, davon 102 Stunden mit der Handley Page Herald.

## Unfallhergang
Die Maschine hob um 22:55 Uhr Ortszeit in Beirut zu einem internationalen Charterflug nach Amman ab. Die Piloten erhielten die Anweisung, die Maschine bis auf Flugfläche FL 135 steigen zu lassen und den Flug auf dieser Flugfläche fortzuführen. Um 23:14 Uhr meldeten sich die Piloten bei der Flugsicherung in Damaskus und gaben als ihre Flugposition den Ort Dakoue im Osten Libanons an. Sie erklärten, im Steigflug von FL 120 auf FL 135 zu sein, und gaben an, dass sie das Funkfeuer in Damaskus gegen 23:19 Uhr überfliegen würden. Dies war der letzte Funkspruch von der Maschine.

## Suche nach der Maschine
Als der diensthabende Lotse um 23:20 Uhr nichts von der Maschine gehört hatte, versuchte er mehrfach vergeblich, deren Piloten zu kontaktieren. Um 23:35 Uhr ging ein Telefonanruf ein, demzufolge eine ostwärts fliegende Maschine zwischen der syrisch-libanesischen Grenze und Damaskus abgestürzt sei. Einige Zeugen gaben an, die Maschine habe vor dem Absturz gebrannt. Es stellte sich bald darauf heraus, dass es sich um die vermisste Herald handelte und dass die Maschine auf syrischem Staatsgebiet in einem bergigen Gebiet bei Al Dimas, nahe der Grenze zum Libanon, abgestürzt war, während sie einen Kurs von 340 Grad flog.

## Bergungseinsatz
Die Absturzstelle befand sich an einem Berghang mit einer Neigung von 45 Grad und in einer Höhe von 1.280 Metern. Die abgestürzte Maschine brannte und obwohl die Feuerwehr sehr schnell eintraf, konnte sie den Brand nur schwer löschen. Dies lag daran, dass die Feuerwehrfahrzeuge aufgrund der Geländebeschaffenheit nur bis auf einen Kilometer Entfernung an den Brand fahren konnten und Feuerwehrleute den restlichen Weg bis zur Absturzstelle mit Feuerlöschern zu Fuß bewältigen mussten. Die Leistung der Feuerlöscher reichte nicht aus, um dem schweren Brand Einhalt zu gebieten.

## Unfalluntersuchung
Die Untersuchung der Wrackteile ließ darauf schließen, dass die Maschine flach auf dem Boden aufgeschlagen war und dabei kaum Horizontalgeschwindigkeit hatte. Eine Reihe von Objekten wurde entlang der Flugstrecke der Maschine gefunden. Dazu gehörten ein großes Lederpolster, das fünf Kilometer vor der Absturzstelle gefunden wurde, sowie die Umrahmung einer Konsole der Deckenbeleuchtung aus dem mittleren vorderen Kabinenbereich, ein Essenstablett sowie zwei Reisepässe 500 Meter hinter der Stelle des ersten Fundes. In 1,5 Kilometern Entfernung zum Hauptwrack wurden weitere Objekte gefunden, darunter eine hölzerne Glasablage, ein Frachtverzurrring und weitere persönliche Gegenstände, etwa eine Kamera. In 700 bis 800 Metern Entfernung zur Absturzstelle wurden eine Gitterbox sowie die Körper von acht Absturzopfern geborgen. Es wurde vermutet, dass diese unmittelbar vor dem Aufprall durch Zentrifugalkräfte aus der Maschine geschleudert wurden, als diese unkontrolliert in einer scharfen Linkskurve zu Boden stürzte. Keines dieser Fundstücke zeigte Anzeichen von Feuer. Lediglich kleine Holz- und Lederfragmente sowie kleine Teile der Flugzeugisolierung wiesen Brandspuren auf, wobei die Ermittler zu dem Schluss kamen, dass diese Teile womöglich durch Konvektionsströme vom Brand an der Absturzstelle weggetragen worden waren.
Obwohl Zeugen angaben, dass die Maschine vor dem Aufprall gebrannt habe, konnten keine Beweise für einen Brand vor dem Aufprall gefunden werden. Die Ermittler stellten fest, dass zuallerst, vor jeglicher Brandentwicklung, ein plötzliches Strukturversagen unbekannten Ursprungs an der Maschine aufgetreten war. Die Option, dass es zwischen dem Strukturversagen und dem Aufprall zu einem Brand gekommen war, dessen Spuren durch das Feuer nach dem Aufschlag verloren gegangen waren, wurde für denkbar befunden. Die backbordseitige Flasche der Triebwerkslöschanlage wurde in einem entleerten Zustand vorgefunden. Da jedoch der aus einer Leichtmetalllegierung bestehende Antriebskopf weggeschmolzen war, ließ dies nicht automatisch darauf schließen, dass die Triebwerkslöschanlage überhaupt betätigt worden war. Die steuerbordseitige Flasche wurde nicht geborgen. Da der Brand in dem Bereich, in dem diese befestigt war, jedoch besonders schwerwiegend gewesen war, wurde angenommen, dass die Flasche dem Brand zum Opfer gefallen war. Drei Kohlendioxidkapseln von Handfeuerlöschern aus dem Inneren der Maschine konnten geborgen werden; die Löscher waren nicht in Gebrauch genommen worden.
Die Untersuchung der Propeller und Triebwerke ergab, dass die Triebwerke beim Aufprall liefen, wenn auch unter geringer Last. Das steuerbordseitige Triebwerk erzeugte dabei mehr Leistung als das backbordseitige. Alle Ruder und Hilfsruder befanden sich am Hauptwrack, ebenso wie alle Ausgänge, Notausgänge und die Notausstiegsluke für Notwasserungen, welche beim Aufprall der Maschine auf dem Boden ausnahmslos verschlossen waren.
Die Ermittler kamen zu dem Schluss, dass im Flug fünf Kilometer vor der Absturzstelle ein Strukturversagen erheblichen Ausmaßes an der Maschine eingetreten sein musste, bei dem mehrere Objekte aus dem Rumpf ins Freie gesogen wurden. Die Position einiger der vorgefundenen Objekte ließ nahezu mit Sicherheit darauf schließen, dass das Strukturversagen im Übergang zwischen dem Cockpit- und Kabinenbereich begonnen hatte. Die schweren Beschädigungen des Wracks durch den Brand verhinderten ein Lokalisieren der exakten Stelle dieses ersten Strukturversagens. Für die Ermittler galt es als erwiesen, dass das Strukturversagen so erheblich war, dass es die Ruderkontrolle beeinträchtigte. In den letzten Momenten des Fluges bis zum Absturz sei die Maschine nicht mehr kontrollierbar gewesen.
Die Ermittler hielten es für wahrscheinlich, dass beim Unterbrechen der Stromkreise, welches durch das Strukturversagen im vorderen Rumpfbereich ausgelöst worden war, auch der Bordfunk außer Betrieb gesetzt wurde.
Es konnten keinerlei Hinweise auf eine Sprengstoffeinwirkung oder die Beförderung explosiver Fracht durch die Maschine festgestellt werden.

## Kontext
Weniger als einen Monat zuvor war es auf dem Eastern-Provincial-Airways-Flug 102 zum ersten Totalverlust und tödlichen Zwischenfall einer Handley Page Herald gekommen. Der Unfall ereignete sich unter ähnlichen Umständen: Im Steigflug war es zu einem plötzlichen Strukturversagen gekommen, welches ebenfalls zwischen dem Cockpit und dem Kabinenbereich seinen Ursprung genommen hatte. In diesem Fall konnte eine erhebliche Korrosion unbekannten Ursprungs als Ursache bestimmt werden, das Strukturversagen erfolgte dabei entlang des mittleren unteren Rumpfstringers.